# Цекцин
Цекцин (пол. Cekcyn) — село в Польщі, у гміні Цекцин Тухольського повіту Куявсько-Поморського воєводства.
Населення — 2162 особи (2011).
У 1975-1998 роках село належало до Бидгощського воєводства.

## Демографія
Демографічна структура станом на 31 березня 2011 року:
|          | Загалом | Допрацездатний вік | Працездатний вік | Постпрацездатний вік |
| -------- | ------- | ------------------ | ---------------- | -------------------- |
| Чоловіки | 1036    | 230                | 734              | 72                   |
| Жінки    | 1126    | 253                | 684              | 189                  |
| Разом    | 2162    | 483                | 1418             | 261                  |